# Colle Umberto
Colle Umberto – miejscowość i gmina we Włoszech, w regionie Wenecja Euganejska, w prowincji Treviso.
Według danych na rok 2004 gminę zamieszkiwały 4572 osoby, 351,7 os./km².